# Friedrich Gustav Arvelius
Friedrich Gustav Arvelius (* 5. Februarjul. / 16. Februar 1753greg. in Reval; † 13. Julijul. / 25. Juli 1806greg. ebenda) war ein estnisch-deutschbaltischer Schriftsteller und Volksaufklärer.

## Leben
Friedrich Gustav Arvelius wurde in die Familie des finnischstämmigen Pastors Friedrich Immanuel Arvelius und dessen Ehefrau Augusta Johanna Friesell geboren. Er erhielt bis zu seinem 16. Lebensjahr Unterricht zu Hause in Viru-Nigula (deutsch Maholm). Von 1769 bis 1771 besuchte er die Domschule in Reval.
Arvelius studierte von 1771 bis 1775 an der Universität Leipzig Theologie, Philologie sowie weitere Fächer. Anschließend kehrte er nach Estland zurück. Im nordestnischen Virumaa (Wierland) war er zunächst als Hauslehrer in Kalvi (Pöddes) und Kiikla (Kiekel) in Diensten des Barons Friedrich von Rosen angestellt. Ab 1790 hatte er eine Stelle als Professor für Theologie am Tallinner Gymnasium inne. Daneben unterrichtete er Latein, Geographie und Geschichte und bekleidete mehrmals das Rektorenamt der Schule. 1803 wurde er zum Hofrat ernannt.

## Aufklärung
Friedrich Gustav Arvelius schrieb zwei pädagogisch-aufklärerische Bücher, durch die er bekannt geworden ist: Üks Kaunis Jutto- ja Öppetusse-Ramat (Band I 1782, Band II 87) und Ramma Josepi Hädda- ja Abbi-Ramat (1790). Ersteres enthielt ins Estnische übersetzte Lesestücke, die teils von Friedrich Eberhard von Rochows (1734–1802) Buch Der Kinderfreund (Band I 1776, Band II 1779) übernommen, teils von Arvelius selbst verfasst worden waren. Daneben enthält es Arvelius' eigenständig verfasste Erzählung Ramma Josepi Ello, Öppetussed ja Könned, die Arvelius für den zweiten Band geschrieben hat. Vor allem in der Figur des Ramma Josep stellt Arvelius in moralisierendem Ton einen verständigen Esten vor, der sich von der weitgehenden Ungebildetheit der niederen Landbevölkerung durch Aufklärung befreien will. Bei Arvelius ist damit jedoch kein Widerstand gegen das bestehende Herrschaftssystem verbunden.
Das zweite Buch lehnt sich an Rudolph Zacharias Beckers (1752–1822) Noth- und Hülfsbüchlein für Bauersleute (1788) an, das Arvelius mit vielen Hinweisen für eine gesunde Lebensweise, vernünftige Haushaltsführung, gute Ernährung und mit allgemeinen Weisheiten für estnische Bedürfnisse adaptiert hat. Der didaktisch angelegte Band wurde mit Mitteln des Tallinner Amateurtheaters verlegt und teils kostenlos in einer Auflage von 10.000 Exemplaren an ärmere Schichten verteilt.

## Theater und Lyrik
Mit dem estländischen Amateurtheater war Arvelius von Anfang an eng verbunden. Schon während seiner Zeit in Kiikla unterstützte er dortige Theateraufführungen und kam in Kontakt mit dem Leiter des Tallinner Amateurtheaters, August von Kotzebue. 1776 veröffentlichte Arvelius die Schrift Skizze einer Geschichte des Revalschen Liebhaber-Theaters, die Historie und Tätigkeit des Theaters nachzeichnet. Für von Kotzebue verfasste er wohl einige estnischsprachige Textpassagen in dessen Theaterstücken und versuchte 1794 vergeblich, ein Theaterstück in estnischer Sprache auf die Bühne zu bringen. Auch sein Bruder, Martin Heinrich Arvelius (1760–1799), war am Theater beteiligt.
Friedrich Gustav Arvelius schrieb drei Theaterstücke in deutscher Sprache: Elisa (Riga, 1777) sowie Lydia und Der Neujahrstag (beide Leipzig, 1779). Ein Theaterstück in estnischer Sprache (Ramma Josepi Jubilei, 1774) blieb unveröffentlicht. Sein Werk weist Arvelius als Anhänger des Sturm und Drang aus. Außerdem schrieb Arvelius Lyrik in deutscher Sprache, die er unter dem Pseudonym Sembard (nach dem Fluss Sämi, jetzt Kunda, und dem Wort Barde) in der Monatsschrift für Geist und Herz und der Ehstländischen poetischen Blumenlese veröffentlichte.

## Estophil
1792 publizierte Arvelius seine Schrift Über die Kultur der esthnischen Sprache. Darin propagiert er in aufklärerischer Weise, dass jeder seine Muttersprache verwenden solle. Er fordert die Weiterentwicklung des Estnischen zur Kultursprache. Bereits 1787 hatte er seine eigenen Gedanken zur Aufklärung in der Schrift Gedanken über unsere neuesten Aufklärer und Toleranz-Prediger vorgetragen.

## Wichtigste Werke
- Üks Kaunis Jutto- ja Öppetusse-Ramat. Söbbra polest, meie maa-laste heaks, ja nendele röömsaks ajawiiteks koggutud ja kokko pandud, kes aeglaste öppiwad luggema. Tallinas trükkitud Lindworsse kirjadega, 1782
- Üks Kaunis Jutto- ja Öppetusse-Ramat. Söbbra polest, meie maa-laste heaks, ja nendele röömsaks ajawiiteks koggutud ja kokko pandud, kes aegsaste öppiwad luggema. Teine Jaggo. - Tallinas trükkitud Iwerseni ja Wehmeri kirjadega, 1787
- Ramma Josepi Hädda- ja Abbi-Ramat. Ehk maggusad ja tullusad juttud ja öppetused, kuida ma-rahwas woib röömsaste ellada, ausal wisil rikkaks sada, ja isse ennesele ja mu rahwale monnesugguses häddas ja wiletsusses abbi tehha. Trükkitud Iwerseni ja Wemeri kirjadega, 1790
- Über die Kultur der estnischen Sprache. Eine Einladungs-Schrift zur Feier des hohen Nahmens-Festes Ihro Käiserlichen Majestät Catharina Alexiewna Selbstherscherinn von ganz Russland. Reval am 23sten November 1792